# Debaser (bande dessinée)
Pour la chanson des Pixies, voir Debaser (chanson).
Debaser (/dɨˈbeːsɚ/) est une série de bande dessinée scénarisée et dessinée par Raf (aussi appelée Rafchan), alias Raphaëlle Marx.

La série est publiée en France par Ankama Éditions, depuis juillet 2008.
La publication de Debaser par Ankama s'est arrêtée au tome 8, elle a ensuite été reprise par Spunch Comics qui a publié le tome 9 et diffuse la suite de l'histoire sur son site web.
L'histoire est une satire sociale, mettant en avant sur un fond musical l’hypocrisie des hommes politiques des dirigeants des grandes entreprises, la consommation de masse, et l'état d'esprit de la jeunesse.

## Synopsis
En 2020, à Paris dans une société capitaliste et « ultra-libérale » où la consommation est poussée à bloc et la censure omniprésente, la création artistique à pratiquement disparue, pour laisser place à l'industrie du divertissement. Toutes les maisons de disques françaises ont fusionné pour former Mundial Musique, la seule maison de disques légale. Mundial, en accord avec le gouvernement ne produit plus que de la pop édulcorée et niaise, chantée par des starlettes refaites dont la carrière est éphémère.
Dans cette France endormie, trois jeunes désabusés (Anna, Joshua et Nathan) décident de monter un groupe de musique répondant au nom de Debaser, en hommage à la chanson homonyme des Pixies, pour ouvrir changer les esprits des français, et à long terme, de détruire Mundial. Après un premier concert « sauvage » dans leur lycée, Josh et Anna qui ont repris Paint It, Black des Rolling Stones et l'ont joué avec des instruments de Guitar Hero, les adolescents sont expulsés du lycée et le groupe est poursuivi par la police, et contraint de se réfugier dans la Zone Underground, un endroit où ceux qui ont encore l'esprit artistique vivent en communauté.
Mais la musique Rock plaisant aux jeunes adolescents, Mundial décide d'en faire un phénomène de mode pour en tirer une nouvelle source de revenus. Un tournoi sous forme de battle est alors organisé pour trouver un groupe de Rock qui sera produit par Mundial. Ce concours divise les habitants de la Zone Underground en deux clans, qui se livrent une véritable guerre musicale. À l'origine contre l'idée du concours, le groupe Debaser va participer, pour infiltrer Mundial, et récupérer Rel, jeune bassiste talentueux et ami de Joshua, engagé par Mundial comme arrangeur musical.
Après quelques matchs rendus compliqués par l'absence de Nathan et la malhonnêteté du Jury, Debaser gagne le tournoi, et obtient donc d'être signé chez Mundial.

## Les Raconteurs
Gardiens de la musique, des idées et de la culture, les Raconteurs sont apparus sans qu'on puisse l'expliquer en même temps que la censure de la musique et de l'art en général, en 2008.
Leur but est de perpétuer les mouvements devenus illégaux, et d'assurer la transmission des bases de la création artistique. En gardant les instruments, le matériel graphique, et les supports multimédias (films, albums de musique) devenus illégaux, les Raconteurs se sont attiré les foudres de la police, et vivent désormais tous ensemble dans un ancien quartier industriel de Paris, renommé la Zone Underground.
Les raconteurs ont des pouvoirs étranges qui se manifestent lorsqu'ils créent : dans le cas des musiciens, le bruit qu'ils produisent se matérialise en une sorte d'onde qu'ils peuvent plus ou moins maîtriser.
Les autres artistes ont certainement d'autres pouvoirs, mais le manga n'en parle pour l'instant pas.

## Mundial Musique
Après les lois sur la culture votées en 2008 interdisant les musiques subversives, les plus grandes maisons de disques ont fusionné pour donner Mundial Musique (abrégé en Mundial).
Devenue en 2020 la seule maison de disques légale en France, Mundial à beaucoup d'accords avec l’État, par exemple dans la lutte contre le piratage, ou contre les musiques illégales.
Certaines actions de Mundial (financement de bornes commerciales avec des fonds publics) ne sont pas strictement légales, mais en 2020, la France est tellement corrompue que personne ne s'y intéresse.
Mundial génère elle-même ses propres idoles, en majorité des jeunes femmes à forte poitrine et sans réel talent musical, qu'elle remplace environ toutes les semaines.
La très faible durée de vie des stars est un parallèle avec notre société, où n'importe qui peut avoir son quart d'heure de célébrité, grâce à la télévision et internet.
Princesse est la seule idole formée par Mundial qui reste célèbre longtemps, du fait de son pouvoir de Raconteur. 
Elle a été produite, car son pouvoir la rend bien plus attractive pour le public, et donc plus rentable pour Mundial, mais les autres Raconteurs sont méprisés par les dirigeants de la firme qui les traque et leur mène la vie dure. Bien qu'elle ait toujours souhaité faire de la musique hors du circuit professionnel de la « musique légale », Princesse a signé un accord avec Mundial pour aider un ami.
Mundial est dirigée par un PDG, et six actionnaires, se réunissant virtuellement grâce à un client de messagerie instantanée.
La maison de disques emploie certains personnages de Debaser, comme Elijah et Lorelei, et a signé d'autres personnages : Princesse et le groupe Debaser.

## Lieux
ParisDebaser se déroule dans un Paris fictif et ses alentours, délimités en « zones ». L'ensemble de ces zones forment une figure semblable à l'image présente sur la jaquette de l'album Debaser, des Pixies. Paris reste géographiquement identique à la réalité, mais l'occupation des zones n'est pas la même. Par exemple, la zone C (localisée à Montreuil) ne comporte presque plus d'habitations.
Les Raconteurs se cachent et vivent dans les zones A, C, et E, les autres ne sont pas sûres pour eux.
Zone UndergroundLa Zone Underground (communément abrégée Z.U.) est située là ou se trouvait avant le département Seine-Saint-Denis qui, dans la fiction, a été évacué en 2009 par suite de problèmes d'insalubrité des logements, laissant les usines, décharges et autres bâtiments inutilisés. Abandonné par sa population, la Seine-Saint-Denis a été « colonisée » par des Raconteurs qui l'ont peu à peu transformée en Zone Underground, dans laquelle ils se cachent, faisant profil bas pour éviter les descentes de police.
Lycée Saint-GermainLe lycée Saint-Germain est le lycée dans lequel Joshua et Anna faisaient leurs études, avant de se faire exclure pour avoir interprété une chanson illégale (Paint it Black) lors d'un évènement organisé par Mundial. Le lycée est situé à Paris intra-muros.
FunplayLe Funplay est une salle d'arcade parisienne gérée par Zack. On y trouve des machines d'arcade (streetfighter) et des ordinateurs reliés en réseau. Joshua aimait s'y réfugier pour dessiner dans le calme, avant de monter Debaser.
Squat Français

## Personnages
JoshuaJoshua, ou Josh est un jeune de 17 ans vivant dans la banlieue de Paris. Il a perdu ses parents à l'âge de dix ans, après une manifestation qui a mal tourné, causant la mort de sa mère et la fuite de son père, puis de son frère. Il vit seul avec sa sœur Daphné, et fréquentait le même lycée qu'Anna avant leur expulsion. Joshua est le guitariste du groupe Debaser.
AnnaAnna est la meilleure amie de Joshua. Âgée de 17 ans, elle vivait avec ses parents trop souvent absents et son frère complètement asocial, avant d'aller vivre avec Joshua, Daphné, Nathan et Zack dans la Zone Underground. Pas très bien dans son corps, Anna est une fille très intelligente qui remet toujours tout en question. Elle est parolière et chanteuse dans le groupe.
NathanNathan est le frère de Joshua et Daphné. Après le départ de son père, il part apprendre la batterie à New York, puis revient en France pour créer Debaser, dans l'idée d'éradiquer Mundial. Il est le batteur du groupe. Âgé de 21 ans, il est en couple avec Maya (Princesse), et passe l'essentiel de ses journées à ne rien faire.
ZackZack est le meilleur ami de Nathan et bon ami des membres de Debaser. Il gère le Fun-Play, une salle d'arcade parisienne. Il est en partie inspiré de Zack de la Rocha, chanteur de Rage Against the Machine. C'est lui qui motivera Joshua à faire de la musique et qui lui passe son premier instrument, une manette de Guitar Hero.
PrincessePrincesse, de son vrai nom Maya est une Raconteuse talentueuse que Nathan a rencontré en Amérique. Musicalement engagée, et détestant les majors, elle a accepté de signer chez Mundial pour libérer Nathan d'un contrat qu'il avait signé avec Mick sans réfléchir. Mundial se sert d'elle pour produire des tubes en masse, avec une durée de vie supérieure aux autres « stars » qui ne durent généralement qu'une semaine. Chez Mundial elle est supervisée par Lorelei et ne choisit pas ce qu'elle va chanter.
RelRel est un jeune musicien partagé entre son amour de la basse et son métier, vendeur de remixes illégaux à la sauvette. C'est aussi un geek pur jus schizophrène, à la fois dépressif et violent. Contrairement à ce qu'on pourrait penser, Rel ne fait pas partie des Raconteurs, qu'il déteste: il habitait avant dans la Zone Underground avec ses parents, mais ils ont été chassés par certains Raconteurs, il-y-a cinq ans. Joshua souhaite que Rel devienne le bassiste de Debaser, ce qu'il accepte, avant d'être recruté par Mundial pour devenir leur arrangeur principal. C'est pour le « récupérer » que Debaser va participer au concours musical organisé par Mundial.
DaphnéDaphné est la sœur de Joshua et Nathan. Après le départ de la famille, elle s'est occupée de Joshua. C'est une proche amie du groupe, et elle semble avoir des sentiments pour Haysac.
ElijahElijah était l'arrangeur musical au service de Mundial. C'est lui qui a composé les mélodies des chansons de Princesse. Il joue de la harpe, du piano, et possède de grandes connaissances en musique savante. Fils du directeur de Mundial, il a dû quitter l'entreprise quand il a perdu la face contre Joshua dans le premier concert guérilla du groupe.
LoreleiLorelei, 21 ans est la secrétaire du conseil d'administration de Mundial. Du haut de son mètre soixante-quinze, elle se charge de la communication sur les idoles les plus rentables de Mundial, dont Princesse. Elle est très susceptible, notamment quand on parle de son corps et de sa poitrine opulente.
Patrick PremierPatrick Premier est le président français en 2020. Décrit comme « peu soucieux des libertés individuelles », il a des accords commerciaux avec les dirigeants de Mundial avec qui il s'entend très bien. C'est une caricature poussée à l’extrême des politiciens corrompus. Certains éléments permettent de penser que Nicolas Sarkozy a servi en partie d'inspiration au personnage de Patrick, comme son slogan « tout peut arriver ensemble » ressemblant fort au slogan politique « ensemble, tout devient possible » pour la campagne aux élections présidentielles de Nicolas Sarkozy.
HaysacHaysac est un Raconteur qui s'est battu dès le début des lois contre la musique alternative. Il était le chef de file du mouvement d'opposition, et était présent dans la manifestation où la mère de Joshua a trouvé la mort. Après cette manifestation, il a été arrêté et incarcéré dans la prison des Mimosas, d'où Joshua l'a libéré en quand il s'est lui-même enfui. Il est le Raconteur le plus expérimenté, et l'un des premiers. Actuellement, il vit à Paris avec Nathan, Zack, et Joshua.
Mick« mentor » de Nathan lors de son exil à New York. Il fonde avec lui un groupe dont Maya (future-Princesse) est la chanteuse. Il tentera de faire signer un contrat chez un grand major américain, mais sera rappelé en France par son père qui ne va plus payer ses frais. C'est à ce moment que Mick et Nathan se dispute sur leur avenir et celui  de Maya.
L'auteure dit s'être inspirée de Mick Jagger (chanteur des Rolling Stones).
Jean EudesApparu dans un bonus du tome 1, Jean-Eudes est un élève du lycée de Joshua et Anna. Il se sent différent des autres (il aime lire) et croit qu'il est anormal. Le concert de Josh et de Anna à la Pipole Skool va lui ouvrir les yeux et va rechercher l'identité des deux Raconteurs. Il passe un temps avec les PONK (version Mundial du Punk) et finis avec une fille qui lui fait découvrir les Rolling Stones.

## Parutions
Contrairement aux albums de bande dessinée traditionnels, les volumes de Debaser n'ont pas de nom.
Il existe actuellement 9 volumes de Debaser sur 10
Raf a stoppé la publication chez Ankama à partir du tome 8
La série s’étendra jusqu'au tome 10, la prépublication de la série est diffusée sur le site Spunch Comics et le manga est publié sur Lulu.com
Il est à noter que le prix du volume a changé pour sa publication auprès de Lulu.com passant de 6,95 € à 9,50 €.
- Debaser Volume 1 : est paru le 3 juillet 2008 chez Ankama Éditions[2].
- Debaser Volume 2 : est paru le 19 mars 2009 chez Ankama Éditions[3].
- Debaser Volume 3 : est paru le 14 janvier 2010 chez Ankama Éditions[4].
- Debaser Volume 4 : est paru le 24 juin 2010 chez  Ankama Éditions[5].
- Debaser Volume 5 : est paru le 10 février 2011 chez  Ankama Éditions[6].
- Debaser Volume 6 : est paru le 7 juillet 2011 chez  Ankama Éditions[7]
- Debaser Volume 7 : est paru le 23 février 2012 chez Ankama Éditions[8]
- Debaser Volume 8 : est paru le 23 février 2012 chez Ankama Éditions[9]
- Debaser Volume 9 : est paru le 18 décembre 2013 chez Lulu.com [10]

## Style graphique
Debaser est imprégné du style graphique de Raf, elle-même influencée par certains jeux vidéo, comme Jet Set Radio, et l'œuvre de certains dessinateurs américains comme Jim Mahfood ou Jhonen Vasquez. Ainsi que des travaux du dessinateur et musicien anglais Jamie Hewlett.
Le style de Debaser est caractérisé par des personnages féminins à poitrine opulente, et positions tendancieuses ; des lignes tracés rapidement, d'un seul coup, ce qui donne une dynamique aux dessins ; l'utilisation des trames pour l'ombrage (caractéristique des mangas) ; et un dessin volontairement « sale » dans certains cas.
Debaser est dessiné en noir et blanc. Cependant, Raf travaille aussi parfois en couleur (par exemple, sur les couvertures des 5 volumes de Debaser).

## Presse et accueil des médias
Sans être une révolution culturelle, Debaser n'est pas passé complètement inaperçu.
- Le magazine Les Inrockuptibles, un article consacré à Debaser. Citons : « Raf vise toujours juste. politique, médias, culture ou internet... Elle dézingue à tout va, rendant simultanément au rock et à la BD leur statut bien écorné de culture jeune et contestataire »[13].
- La radio Le Mouv' a consacré une interview à l'auteur, et sur le volume deux de la série était apposé un bandeau rouge promotionnel indiquant : Debaser : le manga qui redonne le pouvoir au Rock
- Le magazine Science & Vie Junior a consacré un article à Debaser dans un numéro sur le manga et la BD française[14]
- Le magazine Coyote Mag a écrit : « Une série d'utilité publique »
- Webzines: Beaucoup de Webzines ayant pour sujet les mangas, la musique ou la bande dessinée, ont consacré un ou plusieurs articles à Debaser. Citons pour exemple Animeland[15], CoinBD[16], BoDoi[17], Manga-Sanctuary.

Dans l'ensemble, Debaser a été plutôt bien accueilli par les médias[réf. nécessaire].